# Henry Rowley Bishop
Henry Rowley Bishop (Londres, 18 de noviembre de 1786-ibidem, 30 de abril de 1855) fue un compositor y director de orquesta británico. 

## Biografía
Estudió con Francesco Bianchi. Estrenó sus primeras óperas en el Teatro Drury Lane de Londres, cuyo éxito le valió el cargo de director del Covent Garden (1810-1824). Adaptó varias óperas italianas, en ocasiones mutiladas sin pudor alguno, como Clari, or the Maid of Milan (1823), que incluía su famosa canción Home! Sweet Home! (Hogar, dulce hogar). Su mayor éxito fue Aladdin (1826), pese a su escasez de números musicales.
Ocupó la cátedra Reid Professor of Music de la Universidad de Edimburgo (1841-1843) y la cátedra Heather Professor of Music de la Universidad de Oxford (1848-1853).
Casó con la soprano Anne Rivière, que más tarde lo abandonó. En 1842 fue nombrado Caballero del Imperio Británico por la reina Victoria I.

## Obras
Obras escénicas
- The Maniac, or The Swiss Banditti (1810), ópera
- Artaxerxes (1813), ópera
- The Brazen Bust (1813), melodrama
- The Miller and His Men (1813), melodrama
- Sadak and Kalasrade, or The Waters of Oblivion (1814), ópera
- Brother and Sister (1815), entertainment
- Guy Mannering (1816), obra musical
- December and May (1818), opereta
- The Heart of Mid-Lothian (1819), drama musical
- The Comedy of Errors (1819), comedia musical
- The Battle of Bothwell Brigg (1820), romance musical
- Clari, or the Maid of Milan (1823), ópera
- As You Like It (1824), comedia musical
- Alladin (1826), ópera
- Yelva, or The Orphan of Russia (1829), drama musical

Cantatas/Oratorios
- The Jolly Beggars (1817), cantata
- Waterloo (1826), cantata
- The Seventh Day (1833), cantata
- The Departure from Paradise (1836), cantata
- The Fallen Angel (1839), oratorio

Música instrumental
- Gran Sinfonía en do mayor (1805) para orquesta
- Concertante (1807) para flauta, oboe, fagot, violín y contrabajo
- Cuarteto de cuerda en do menor (1816)
- Obertura (alla Irlandese) (1823) para piano
- Lamento (1829) para piano